# Willem Ruys
Willem Ruys (ur. 25 sierpnia 1894 w Rotterdamie, zm. 15 sierpnia 1942 w Goirle), holenderski armator.
W 1917 wyjechał do Holenderskich Indii Wschodnich. Tam, jak też w Australii, Japonii i Stanach Zjednoczonych zdobywał praktykę w spedycji morskiej. Po powrocie do kraju w 1919 założył w Rotterdamie firmę Wm. Ruys & Zonen, której nazwę zmieniono później na Rotterdamsche Lloyd a w 1947 na Koninklijke Rotterdamsche Lloyd. Po wybuchu II wojny światowej i ustąpieniu ojca i wuja ze stanowisk w zarządzie w 1940 został prezesem firmy. Aresztowany przez Niemców został przez nich zamordowany 15 sierpnia 1942.
Jego imieniem ochrzczono zwodowany 1 lipca 1946 liniowiec, który w styczniu 1965 przemianowano na MS Achille Lauro.